# Доротея фон Саксония-Лауенбург
Доротея фон Саксония-Лауенбург (на немски: Dorothea von Sachsen-Lauenburg; * 11 март 1543 в Люнебург; † 5 април 1586 в Херцберг) от род Аскани е принцеса от Саксония-Лауенбург и чрез женитба херцогиня на Брауншвайг‎-Грубенхаген.
Тя е най-възрастната дъщеря на херцог Франц I фон Саксония-Лауенбург (1510 – 1581) и съпругата му Сибила Саксонска (1515 – 1592), дъщеря на херцог Хайнрих IV от Саксония. Заедно със сестра си Урсула тя расте при баба си Катарина във Фрайберг и след нейната смърт 1561 г. при курфюрстинята Анна Саксонска (съпругата на Август Саксонски) в Дрезден. 
Доротея се омъжва на 10 декември 1570 г. в Остероде за херцог Волфганг фон Брауншвайг-Грубенхаген (1531 – 1595) от фамилията на Велфи. Нейният съпруг прави за нея градина в дворец Херцберг. Бракът е бездетен.
Доротея умира преди съпруга си на Великден 1586 г. и е погребана в църквата Св. Егидиен в Остероде.